# タチアオイの咲く頃に〜会津の結婚〜
中テレスペシャルドラマ『タチアオイの咲く頃に〜会津の結婚〜』（タチアオイのさくころに あいずのけっこん）は福島中央テレビ開局45周年記念ドラマにして、福島県内民放初のオリジナルドラマ。

## キャスト
高橋美緒
演 - 石橋杏奈
会津出身、結婚報告のため久しぶりに実家に帰る。
吉武雄太
演 - 中村蒼
美緒の恋人、山口出身のシェフ。
高橋茂夫
演 - 小木茂光
美緒の父、地元愛の食品会社の専務。
高橋朝子
演 - 高橋ひとみ
美緒の母、主婦。
高橋恒平
演 - 岩井拳士朗
美緒の弟、記者。
保科彰
演 - 大和田伸也
美緒の恩師。
保科紀江
演 - 床嶋佳子
彰の妻。
大野真希
演 - 岸井ゆきの
美緒の高校同級生。
阿部亮介
演 - 平隆人
美緒の高校同級生。

## スタッフ
- 脚本 - 西田直子
- 監督 - タナダユキ
- プロデューサー - 斎藤裕樹、菅澤大一郎、藤原努

## 受賞歴
- 2017年日本民間放送連盟賞 テレビドラマ種目 優秀賞[1]

## 関連作品
- 浜の朝日の嘘つきどもと - 福島中央テレビ開局50周年記念ドラマ